# Buchnera descampsii
Buchnera descampsii là loài thực vật có hoa thuộc họ Cỏ chổi. Loài này được De Wild. & Ledoux mô tả khoa học đầu tiên năm 1930.